# فرانكو ماريني
فرانكو ماريني (بالإيطالية: Franco Marini)‏ هو نقابي وسياسي إيطالي، ولد في 9 أبريل 1933 في سان بيو ديلي كاميري في إيطاليا. حزبياً، نشط في الحزب الديمقراطي المسيحي الإيطالي والحزب الديمقراطي.

## مناصب
- في انتخابات البرلمان الأوروبي 1999، انتخب عضو في البرلمان الأوروبي عن دائرة إيطاليا لترشحه ضمن  قائمة حزب الشعب الإيطالي [الإنجليزية]‏، وقد انضم خلال فترته النيابية (20 يوليو 1999 – 19 يوليو 2004)  للكتلة البرلمانية الكتلة البرلمانية لحزب الشعب الأوروبي.
- انتخب عضو مجلس الشيوخ الإيطالي.
- انتخب وزير العمل والشؤون الاجتماعية ‏ (13 أبريل 1991 – 28 يونيو 1992).
- انتخب عضو مجلس النواب في الجمهورية الإيطالية.